# Araminta González
Araminta González (c. 1982) es una química venezolana. Fue encarcelada después de participar en las protestas en Venezuela de 2014, donde fue sometida a torturas. Fue liberada en 2017.

## Detención y tortura
En 2014 trabajaba en un laboratorio farmacéutico y participaba en las protestas en Venezuela de ese año, ayudando con medicamentos y alimentos a los estudiantes que estaban acampados. El 24 de julio un grupo de hombres vestidos de civil se la llevaron junto con un amigo, Libert Díaz, con quien tomaba café en un centro comercial de Chacaíto, en Caracas. González no sabía si consistía en una detención o un secuestro, le quitaron sus pertenencias (incluyendo su teléfono y su cédula de identidad), la encapucharon y empezaron a tanto golpearla como preguntarle quién «la financiaba».
Fue trasladada a las instalaciones del Cuerpo de Investigaciones Científicas Penales y Criminalísticas (CICPC) de la avenida Urdaneta, donde padeció torturas, inclueyendo asfixia con bolsas de plástico, con el propósito de incriminar a otros opositores. Posteriormente fue trasladada a otro lugar de reclusión en el Rosal, donde pasó una semana, y finalmente fue llevada a la prisión femenina del Instituto Nacional de Orientación Femenina (INOF). Araminta ha denunciado que en el INOF fue obligada a aprenderse himnos y saludos militares y a expresar afecto por el expresidente Hugo Chávez. Al negarse, como castigo era obligada a hacer reverencias a una imagen en medio del patio agarrándose los tobillos y caminando alrededor de la cancha en lo que llamaban «el paso de la gallina», o a permanecer «firme, mirándolo bajo el sol» hasta desmayarse. En la habitación que permanecía aislada continuaba escuchando el himno nacional entonado por Chávez.
Araminta González permaneció en el INOF por dos años y medio hasta que tuvo que ser internada en un centro psiquiátrico por depresión e intentos de suicidio, donde permaneció por ocho meses bajo vigilancia. En noviembre de 2017 se le concedió libertad condicional, sin haber sido juzgada todavía. Originalmente había sido acusada de «terrorismo» y durante su juicio no fue aceptada la evidencia presentada por su abogado. Después de que le quitaran el pasaporte, consiguió sacar otro y salió del país el 6 de diciembre, viajando hasta Madrid.